# Penanggungan (Kota Agung)
Penanggungan is een bestuurslaag in het regentschap Tanggamus van de provincie Lampung, Indonesië. Penanggungan telt 1314 inwoners (volkstelling 2010).